# Aeroportul Municipal Freeman
Aeroportul Municipal Freeman (IATA: SER, ICAO: KSER, FAA LID: SER) este un aeroport din Indiana, Statele Unite ale Americii ce deservește zona Seymour⁠(d).
Situat la o altitudine de 178 m, aeroportul dispune de 2 piste.

## Infrastructură

### Piste
Aeroportul dispune de 2 piste. Pista 05/23 are suprafața de asfalt și dimensiunile 5.500 picioare × 100 picioare. Pista 14/32 are suprafața de asfalt și dimensiunile 5.502 picioare × 100 picioare. 